# Quần thể cung điện và công viên của Potsdam và Berlin
Quần thể cung điện và công viên của Potsdam và Berlin (tiếng Đức: Schlösser und Gärten von Potsdam und Berlin) là một nhóm các khu phức hợp cung điện và các vườn cảnh quan mở nằm ở vùng Havelland quanh Potsdam và Berlin, Đức. Thuật ngữ này được sử dụng cho quần thể văn hóa được UNESCO công nhận là Di sản thế giới từ năm 1990. Nó được công nhận bởi sự thống nhất lịch sử cảnh quan của nó và là ví dụ độc đáo về thiết kế cảnh quan chống lại chế độ quân chủ lập hiến của nhà nước Phổ và nỗ lực cho sự tự do.
Ban đầu khu vực này rộng 500 ha, bao gồm 150 công trình xây dựng với niên đại từ 1730 đến 1916. Trong các năm 1992 và 1999, khu vực được mở rộng kết hợp thêm nhiều công trình khác.

## Mức độ
Ban đầu khu vực di sản thế giới có diện tích 500 hecta bao gồm 150 hạng mục xây dựng kéo dài từ những năm 1730 đến 1916. Cho đến khi Cách mạng Hòa bình năm 1989 diễn ra, các khu vực này bị ngăn cách bởi Bức tường Berlin chạy giữa Potsdam và Tây Berlin và một số địa điểm lịch sử đã bị phá hủy bởi các công sự biên giới của "dải thép gai tử thần" này.
Giai đoạn mở rộng di sản thế giới vào năm 1992 và 1999 khiến quần thể này trở lên rộng lớn hơn. Quần thể cung điện và vườn Phổ Berlin-Brandenburg là nơi điều hành hoạt động của các địa điểm này, ước tính khu vực có diện tích 2.064 ha.

## Công nhận năm 1990
- Cung điện và Công viên Sanssouci, Potsdam
- Vườn Mới (Neuer Garten), cung điện Cẩm thạch, và cung điện Cecilienhof, đông bắc Sanssouci, Potsdam
- Công viên và Cung điện Babelsberg, Potsdam
- Cung điện Glienicke và công viên Klein-Glienicke, Berlin
- Nhà gỗ Nikolskoe, Berlin
- Đảo Pfaueninsel, Berlin
- Núi Böttcherberg, Berlin
- Nhà nghỉ săn bắn Glienicke, Berlin

## Mở rộng năm 1992
- Nhà thờ Chúa Cứu thế, Sacrow, Potsdam
- Cung điện và công viên Sacrow, Potsdam

## Mở rộng năm 1999
- Lindenallee, Potsdam
- Königliche Gärtnerlehranstalt (trường của người làm vườn cũ) và Kaiserbahnhof, Potsdam
- Cung điện và Công viên Lindstedt, Potsdam
- Làng Bornstedt, nhà thờ, nghĩa trang và cảnh quan phía bắc của công viên Sanssouci, Potsdam
- Seekoppel (khu vực cảnh quan phía tây của Ruinenberg (núi Tàn tích)), Potsdam
- Voltaireweg (vành đai xanh và đường giữa công viên Sanssouci và Neuer Garten), Potsdam
- Khu vực lối vào của công viên Sanssouci, Potsdam
- Các nhà gỗ Alexandrowka ("thuộc địa của Nga"), Potsdam
- Pfingstberg và Tháp lầu trên đỉnh Pfingstberg, Potsdam
- Khu vực giữa Pfingstberg và Neuer Garten, Potsdam
- Bờ phía nam của Jungfernsee, Potsdam
- Königswald (Rừng Đức Vua, các khu rừng bao quanh cung điện và vườn Sacrow), Potsdam
- Đường dẫn vào công viên Babelsberg, Potsdam
- Đài quan sát Babelsberg, Potsdam